# U.S. Men's Clay Court Championships 2007
U.S. Men's Clay Court Championships 2007 — тенісний турнір, що проходив на ґрунтових кортах у місті Houston, США з 9 квітня . Належав до категорії International Series.

## Фінальна частина

### Одиночний розряд
Іво Карлович —  Маріано Сабалета 6–4, 6–1

### Парний розряд
Боб Браян /  Майк Браян —  Марк Ноулз (тенісист) /  Деніел Нестор 7–6(7–3), 6–4